# Ciutadella de Roses
Die Ciutadella de Roses (katalanisch; spanisch Ciudadela de Rosas ‚Zitadelle von Roses‘) ist eine militärische Festungsanlage aus dem 16. Jahrhundert in der Stadt Roses in der autonomen Region Katalonien in Spanien und eine bedeutende archäologische Fundstätte unterschiedlicher Zeitepochen.

## Lage und Konstruktion
Die Citadella de Roses liegt direkt innerhalb der Stadt. Das mit einer fünfzackigen Festungsmauer bewehrte Areal umschließt 131.480 Quadratmeter. Die Zitadelle mit ihrem imposanten Eingangstor Porta de Mar ‚Pforte des Meeres‘ wurde 1543 nach Plänen des Ingenieurs Luigi Pizano aus Padua im Stil der Renaissance errichtet.

## Historie
Nachdem Roses wiederholt von nordafrikanischen Piraten angegriffen und geplündert wurde, beschloss Kaiser Karl V. den strategisch wichtigen Küstenort militärisch zu befestigen. Die Befestigung von Roses im Jahre 1543 sollte gleichzeitig ein Bollwerk gegen die verfeindeten und grenznahen Franzosen darstellen. Ein Jahr später wurde dieser militärische Befestigungskomplex durch Errichtung der Burg Castell de la Trinitat oberhalb der Bucht von Roses erweitert. Im 17., 18. und 19. Jahrhundert waren Roses und seine militärischen Festungsanlagen wiederholt Schauplätze blutiger Belagerungs- und Eroberungsfeldzüge durch Franzosen und Österreicher. Die letzte Okkupation erfolgte im Jahre 1808 unter Napoleon Bonaparte.

## Archäologische Ausgrabungsstätte

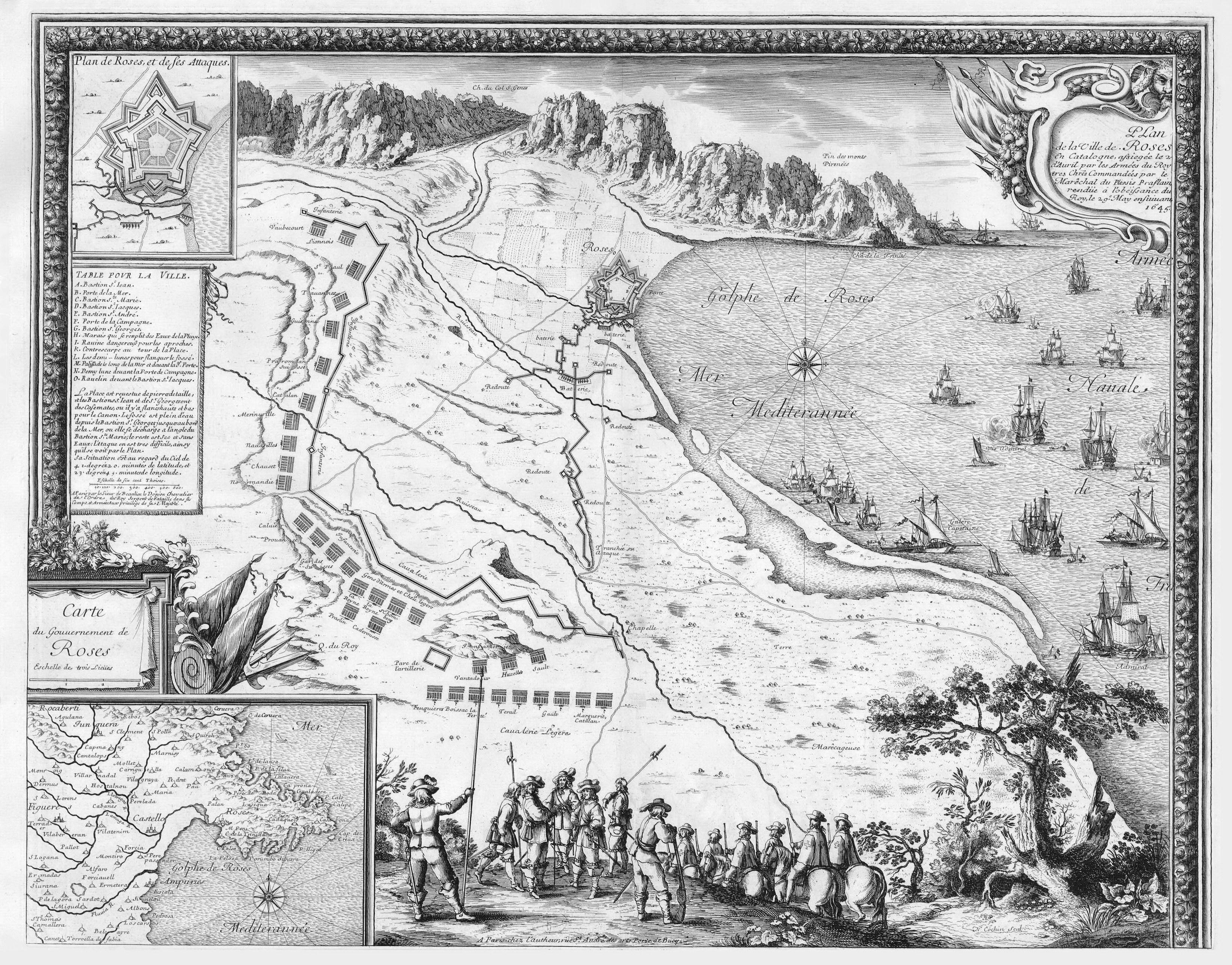
Die Belagerung der Ciutadella de Roses 1645: Der Aufmarsch französischer Truppen nach einem Plan von Sébastien de Beaulieu

Innerhalb der Wehrmauern der Citadella de Roses wurden Überreste aus folgenden Zeitepochen freigelegt und konserviert:
- Hellenistische Siedlung, mit Fundstücken sowie Resten der Stadtmauer der 776 vor Christus von den Rhodern gegründeten griechischen Siedlung Rhode (altgriechisch Ῥόδη, lateinisch Rhoda; insbesondere Ausgrabungsstücke aus dem vierten und dritten Jahrhundert v. Chr.).
- Römisches Stadtviertel, mit Gebäude- und Mauerresten aus dem zweiten vorchristlichen bis sechsten nachchristlichen Jahrhundert.
- Mittelalterliche Stadtmauer und Gebäudereste des romanisch-lombardischen Klosters Santa Maria de Roses aus dem 11. Jahrhundert.
- Ruinen der Militärgebäude und Befestigungsanlagen aus dem 16. und 17. Jahrhundert.
- Archäologische Reste aus dem 19. Jahrhundert.

## Konservierung und heutige Nutzung
Die Citadella de Roses wurde im Jahre 1961 unter Denkmalschutz gestellt. Lücken in der Festungsmauer werden im Rahmen der fortwährenden Restaurierung des Gesamtkomplexes mit Sichtmauerwerk und Stahlkonstruktionen geschlossen, die sich modern und farblich abgestimmt in das Gesamtbauwerk einfügen. Die Ruine des mittelalterlichen Klosters Santa Maria aus dem 11. Jahrhundert wird als Bühnenkulisse für Musikveranstaltungen und andere Freilichtaufführungen genutzt. Auf dem Areal der Zitadelle wurde – angrenzend an das Eingangsportal Porta de Mar – ein modernes und multimediales Geschichtsmuseum etabliert, das archäologische Fundstücke und Hintergrundmaterial der Öffentlichkeit präsentiert. Zwei weitere Säle innerhalb des Museumsgebäudes dienen der Ausstellung wechselnder künstlerischer Objekte, der Beköstigung der Besucher sowie der Verkaufspräsentation von Souvenirs.

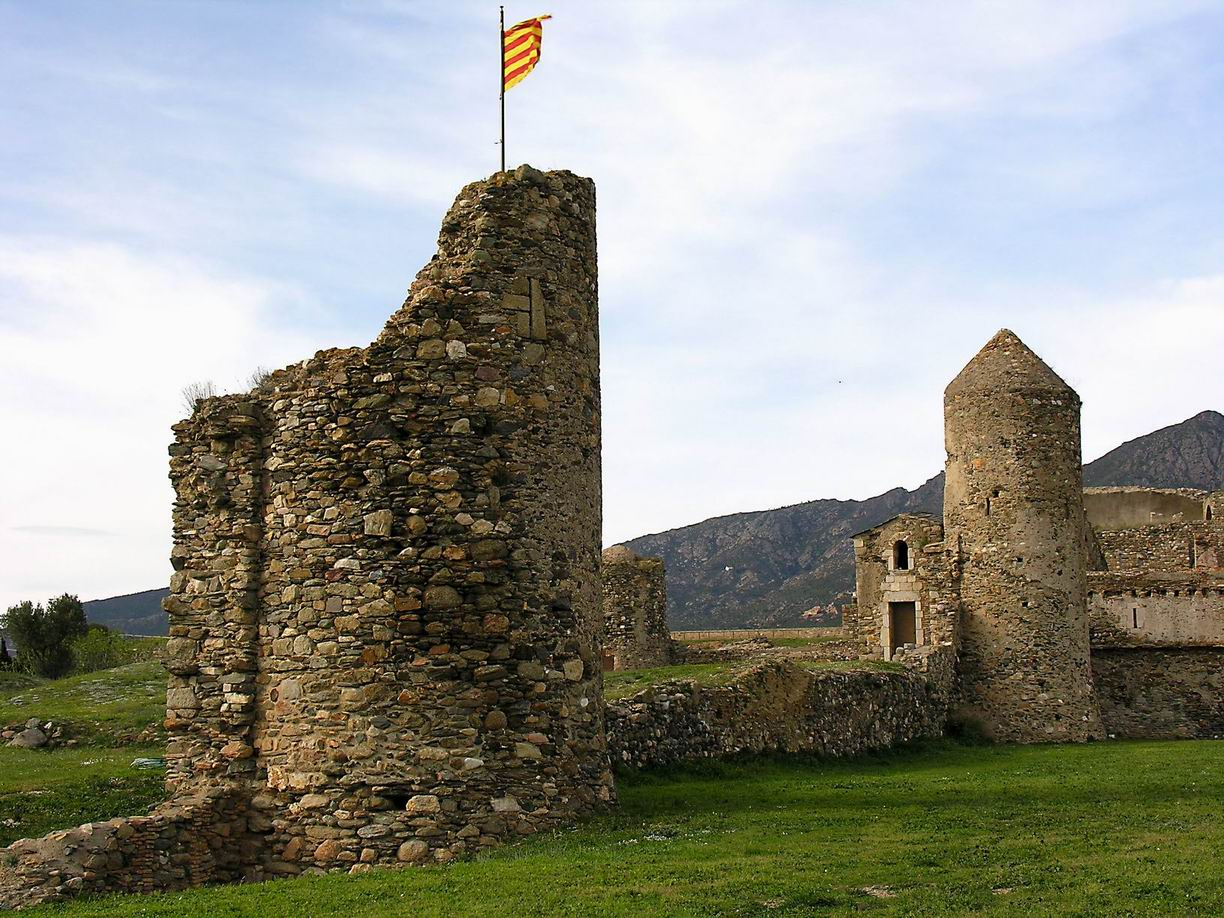
Mittelalterliche Mauer innerhalb der Zitadelle
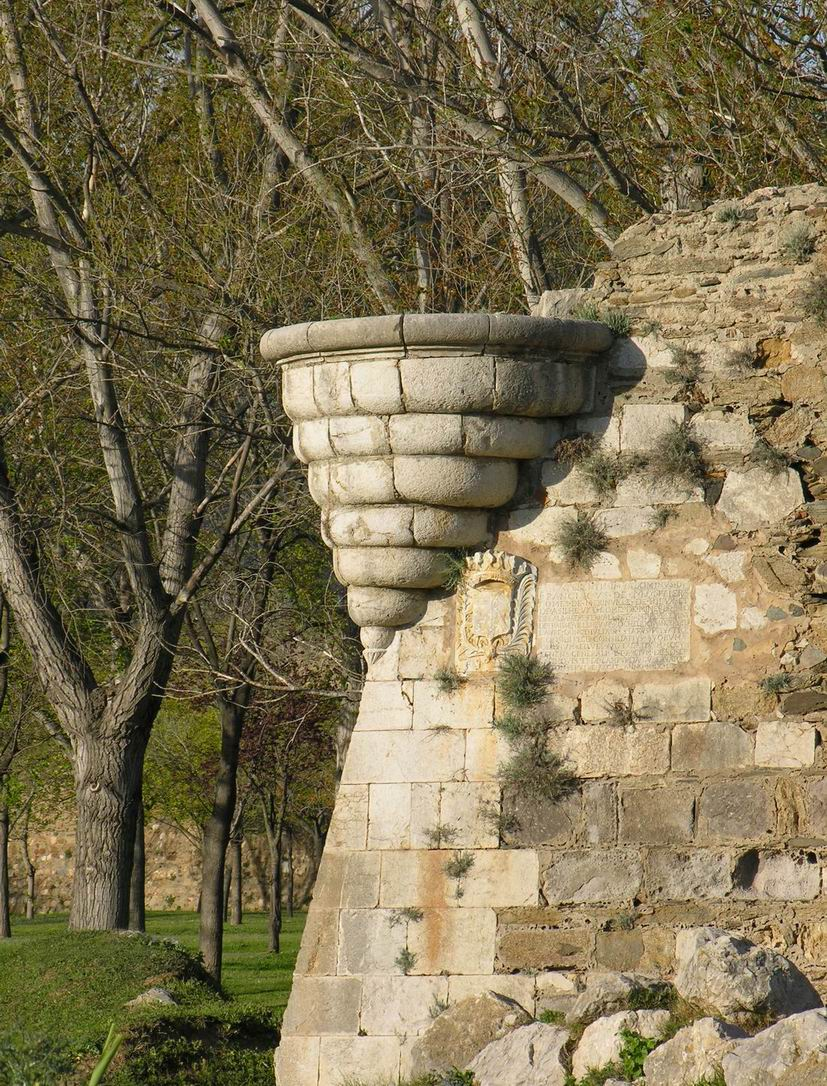
Erker in der Festungsmauer
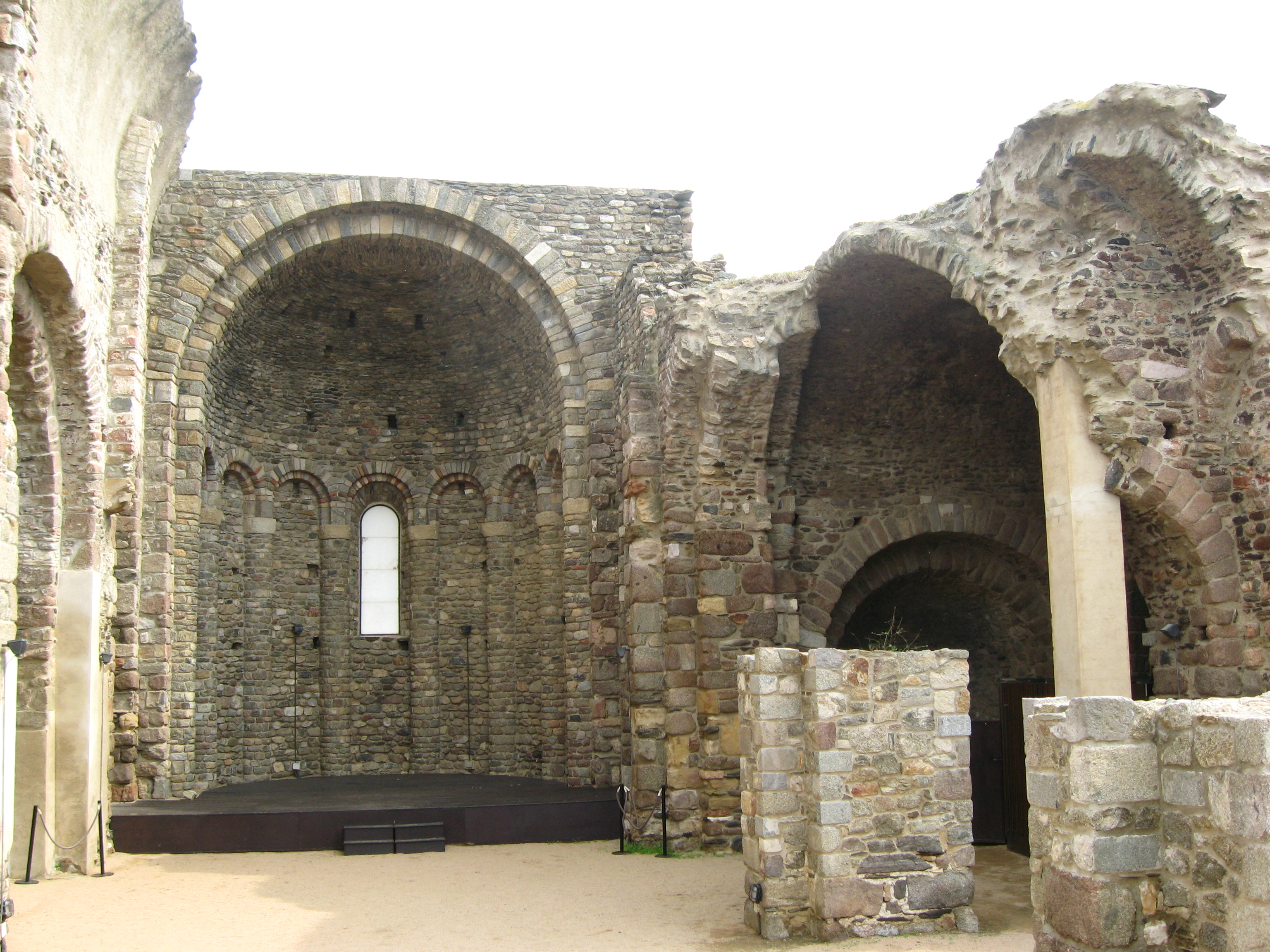
Ruine des Klosters Santa Maria und Freilichtbühne
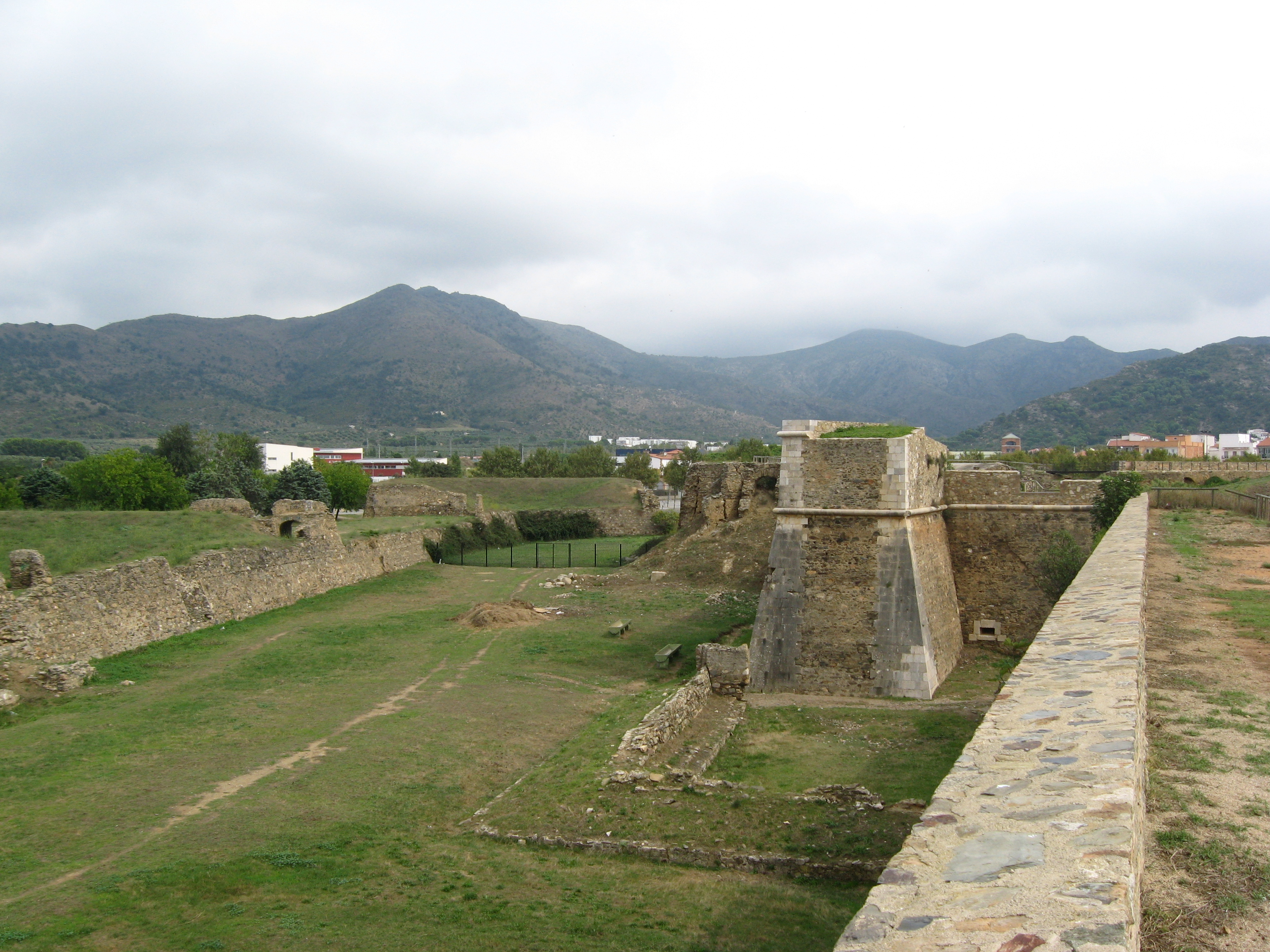
Wehrbefestigungen